# The Busker
The Busker – maltański zespół grający indie pop założony w 2012. Zespół tworzą David „Dav.Jr" Meilak, Jean Paul Borg i Sean Meachen. Reprezentanci Malty w 67. Konkursie Piosenki Eurowizji (2023).

## Kariera
Członkowie grupy czerpią inspirację z zespołów takich jak m.in. The Beatles czy The Beach Boys.
Zespół został założony w październiku 2012 roku przez wokalistę i gitarzystę Dario Genovese oraz perkusistę Jeana Paula Borga. Dwa lata później do zespołu dołączyli basista oraz keyboardzistę David Grech oraz saksofonista Sean Meachen. Zespół zaczął publikować covery i swoją muzykę na kanale YouTube na początku 2014 roku. Ich debiutancki album Telegram ukazał się w 2017 roku, zaś rok później wydali album Ladies and Gentlemen. W 2021 z zespołu odszedł Dario Genovese.
W maju 2023 roku, reprezentując Maltę z utworem „Dance (Our Own Party)”, wystąpili w 67. Konkursie Piosenki Eurowizji w Liverpoolu, jednak nie zakwalifikowali się do finału, zajmując ostatnie, 15. miejsce w półfinale.

## Współpraca z innymi artystami
Zespół wielokrotnie współpracował z innymi artystami z maltańskiej sceny muzycznej. Na pierwszym albumie studyjnym zespołu (Telegram) znalazł się utwór Away with You nagrany wspólnie z Alexandrą Alden. W 2020 pojawił się singiel Just A Little Bit More będący owocem współpracy z Matthew James Borgiem, założycielem i byłym frotmanem zespołu Red Electric. W 2021 pojawiły się single Don't You Tell Me What To Feel nagrany wraz z Raquelą oraz Loose z Davidem „Dav.Jr" Meilakiem, który później dołączył do zespołu.

## Dyskografia

### Albumy studyjne
- 2017 – Telegram
- 2018 – Ladies and Gentlemen

### EP
- 2013 – The Busker
- 2013 – Greenwich Village
- 2014 – EP3
- 2014 – #FOUR
- 2021 – X

### Single
- 2020 – „Just a Little Bit More” (feat. Matthew James)
- 2021 – „Don't You Tell Me What To Feel” (feat. Raquela DG)
- 2021 – „Loose"”
- 2021 – „Nothing More”
- 2022 – „Miracle”
- 2023 – „Dance (Our Own Party)”
- 2023 – „Thinking About You”
- 2023 – „Bulletproof”
- 2024 – „Talking Back”
- 2024 – „Sommething In My Head”